# Leif Karpe
Leif Karpe (* 2. Juni 1968) ist ein deutscher Kameramann und Autor.

## Leben
Leif Karpe wuchs im Schwarzwald, in Brasilien und im Ruhrgebiet auf. In Bochum studierte er Kunst- und Filmgeschichte. Kunst und Reise bilden den Schwerpunkt
seiner Arbeit als Regisseur und Kameramann im Bereich Dokumentar- und Spielfilm. Als Autor entwickelte er phantastische, teils biografisch einfärbte Erzählungen
über Kunst und Persönlichkeiten der Geschichte.

## Werk und Rezension
Karpes Werk ist dem Magischen Realismus verbunden. In seiner Arbeit steht die Verschmelzung von realer Wirklichkeit und magischer Realität im Fokus.
Ute Cohen schreibt im Freitag, Leif Karpes Der Mann, der in die Bilder fiel bewege sich in die Höhen von Van Goghs Sternennacht. Es gehe hier um die mystische Dimension von Kunst, allerdings in einer intimeren, seelenmagischen Variante. Der Begriff der Echtheit erscheine wie ein impressionistisches Bild, das sich erst im Auge des Betrachters zur Wahrheit füge. Karpe philosophiere über Original und Fälschung und die Dynamiken des Kunstmarktes ebenso wie über die Bedeutung von Licht und des Augenblicks im Impressionismus.
Karpe schwelge, so Stefan Fischer in der Süddeutschen Zeitung, durchaus in den Wohlgenüssen, die er in seinem Bildband Weltfahrt darstelle. Aber er relativiere sie auch; die Speisen und Getränke im Luxuszug Rheingold der Deutschen Reichsbahn habe sich schon damals kaum jemand leisten können.
Unter dem Pseudonym Leif Lindholm veröffentlichte Karpes 2025 seinen Roman Zwischen zwei Meeren.

## Filmografie (Auswahl)
- Eduardo Chillida - Poesie und Konstruktion, Dokumentation, 2024
- Carlos Ruis Zafón - Bestseller Barcelona, Dokumentation, 2023
- Donatello - Schöpfer der Renaissance, Dokumentation, 2022
- Sie Michael Caine - vom Arbeiterkind zum Hollywoodstar, Dokumentation, 2022
- Christiane F. – Wir Kinder vom Bahnhof Zoo: Lost Generation, Fernsehfilm, 2022
- Hinter dem Vorhang – Das Geheimnis Vermeer, Dokumentation, 2021
- Grusel, Glaube und Genie – Gotik!, Dokumentation, 2021
- Max Klinger – Die Macht des Weibes, Dokumentation, 2020
- Leonardo da Vinci und die Flora Büste, Dokumentation, 2020
- Pergamon in Gips, Dokumentation, 2019
- Malerei und Meer, Dokumentation, 2019
- Rivalen der Renaissance – Andrea Mantegna und Giovanni Bellini, Dokumentation, 2018
- Die Supersammler: Sind Chinas Millionäre die neuen Kulturrevolutionäre?, Dokumentation, 2019
- Factory Cowboys – Working with Warhol, Dokumentation, 2018
- Queen of Rio, Spielfilm, 2018
- Botticelli, Dokumentation, 2015
- Ai Weiwei: Evidence, Dokumentation, 2014
- All'ombra della croce, Dokumentation, 2012
- Out of Córdoba: Averroes and Maimonides in Their Time and Ours, Dokumentation, 2009
- Rendezvous, Spielfilm, 2005

## Bücher

### Kriminalromane
- Das Mädchen hinter dem Vorhang. HarperCollins, Hamburg 2024, ISBN 978-3-365-00569-9.
- Die Göttin, die von Blüten träumte. Nagel & Kimche, 2021, ISBN 978-3-31201-238-1.
- Der Mann, der in die Bilder fiel. Nagel & Kimche, 2020, ISBN 978-3-31201-165-0.

### Reiseführer
Alle 360° medien mettmann, gemeinsam mit Bettina Arlt
- Mit Carmen durch Sevilla, 2019, ISBN 978-3-94794-408-8.
- Mit Brunhilde durch das Ruhrgebiet, 2012, ISBN 9783941796614.
- Mit Esmeralda durch Paris, 2012, ISBN 978-3-94179-663-8.
- Mit Lola durch Berlin, 2009, ISBN 978-3-94179-617-1.

### Weitere Werke
- Zwischen zwei Meeren, Roman unter dem Pseudonym Leif Lindholm. Insel/Suhrkamp, 2024, ISBN 3458644156
- Weltfahrt, Sachbuch. Edition Braus, 2016, ISBN 978-3-86228-145-9.
- Tiergarten – Flanieren im großen Park, Bildband (mit Beatrice Pötschke), Edition Braus, 2014, ISBN 978-3-86228-097-1.[4]

### Hörspiel
- Die Entdeckung der Farbe, 2011, Hörbuch (mit Anna Thalbach und Marco Klaß)